# Маршалл Тандеринг Херд (баскетбол)
Маршалл Тандеринг Херд (англ. Marshall Thundering Herd) — баскетбольная команда, представляющая университет Маршалла в первом баскетбольном мужском дивизионе NCAA. Располагается в Хантингтоне (штат Западная Виргиния). Команда выступает в конференции США (C-USA), а домашние матчи проводит в «Кэм Хендерсон-центре».
За свою историю «Тандеринг Херд» шесть раз принимали участие в турнире NCAA. Кроме того, команда выступала в Национальном пригласительном турнире в 1967, 1968, 1973, 1988 и 2012 годах. В 1947 году университет Маршалла стал победителем турнира NAIA — турнира, основанного на год раньше NIT и на четыре NCAA.
Самым известным выпускником университетской баскетбольной программы Маршалла является член Зала славы баскетбола Хэл Грир — один из 50 величайших игроков НБА, участник десяти матчей всех звёзд НБА и чемпион НБА в составе «Филадельфия 76». Кроме того, игрок Маршалла Энди Тонкович стал первым выбором на драфте БАА 1948 года. В «Тандеринг Херд» также играл бывший тренер «Лос-Анджелес Лейкерс» Майк Д’Антони.

## История
24 апреля 2014 года спортивный директор университета Маршалла Майк Хамрик объявил, что главным тренером команды станет бывший выпускник учебного заведения — Дэн Д’Антони. Д’Антони выступал за университетскую команду в 1966—1970 годах и за время, проведённое в «Тандеринг Херд» он набрал более 1000 очков.

## Выступления в турнире NCAA
Маршалл пять раз участвовал в турнире NCAA, однако не смог одержать ни одной победы.
| Год  | Раунд        | Соперник              | Результат/Счёт |
| ---- | ------------ | --------------------- | -------------- |
| 1956 | Первый раунд | Морехэд Стэйт         | П 92:107       |
| 1972 | Первый раунд | Юго-Западная Луизиана | П 101:112      |
| 1984 | Первый раунд | Вилланова             | П 72:84        |
| 1985 | Первый раунд | Виргиния Коммонвелф   | П 65:81        |
| 1987 | Первый раунд | TCU                   | П 60:76        |

## Достижения
- Участие в NCAA: 1956, 1972, 1984, 1985, 1987, 2018
- Победители турнира конференции: 1984, 1985, 1987, 2018
- Победители регулярного чемпионата конференции: 1956, 1984, 1987, 1988